# اوتوگوسور
اوتوگوسور(نام علمی: Otogosaurus) نام یک سرده از راسته خزنده‌کفلان است.